# Stevns község
Stevns község (dánul: Stevns Kommune) Dánia 98 községének (kommune, helyi önkormányzattal rendelkező közigazgatási egység) egyike. Stevns község Køge, Faxe és Vellinge községekkel határos. Lakosainak száma 22 260 fő (2016).